# مجتمع متفرس

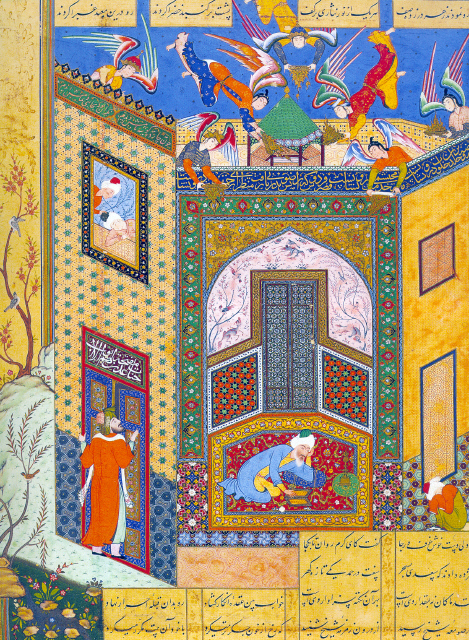
المُنمنمة الفارسيَّة المسماة مسبحة المتقين تظهر أبياتًا شعريَّة مع رسوم بديعة وقد اشتهر الفُرس والمُجتمعات المُتفرسة بهذا النوع من الفُنُون.

المُجتَمَعُ المُتَفَرس أو المُجتَمَعُ شِبهُ الفَارِسِي أو المُجتَمَعُ النَاطِقُ بِالفَارِسِية مُصطلحٌ يُشير إلى المُجتمع الذي يتبنَّى الثقافة والأدبيات والفُنُون واللُغة الفارسيَّة أو تأثر بها مُباشرةً. وكانت هذه المُجتمعات نُخبة العالم الإسلامي وصفوته لقُرُون طوال.
وفي هذه المُجتمعات تبلورت لاحقًا ثقافاتٌ عدَّة كَالثقافتين التُركُفارسيَّة والهندوفارسيَّة وأثرت على ثقافات أُخرى كَالتُركُمغوليَّة والتُركُهنديَّة. وعلى أساسها قامت الدول والممالك مثل الدولة السامانيَّة والدولة الغزنويَّة وفي تلكُمُ المملكتين شرعت الثقافة الفارسيَّة بالازدهار وغيرُهُما الدولة البويهيَّة التي هيمنت على الخلافة العباسيَّة لِقرن ونصف من الزمن وخلفهُم في أمرهم السلاجقة وعلى الرَّغم من كون هؤلاء السلاجقة أتراكًا إلا أنهُم تبنَّوا الثقافة واللُغة الفارسيَّة.
ومع تبنِّي الغُزاة والفاتحين للثقافة الفارسيَّة أصبحت كُل المُجتمعات المُمتدَّة من الديار الأناضوليَّة إلى الديار الهنديَّة مُتفرسة. على الرغم من كون أُولئك الفاتحين من أعراقٍ شتَّى كَالعرب والتُرك والمغول. فكانت الدولة التيموريَّة والسلطنة الگُركانيَّة والدولة العثمانيَّة من أهم الممالك المُتفرسة في التاريخ الإسلامي. استمرَّ هذا التراكُم الثقافي حتى ظهر جليًا لمَّا أقام الشاه إسماعيل الأول الدولة الصفويَّة في إيران لتنشأ ثقافة فارسيَّة نقيَّة تقوم على القيادة الشاهانيَّة والعقيدة الشيعيَّة والثقافة الفارسيَّة مع استمرار التأثير الثقافي على بقيَّة الأمم.

## الدول المُتفرسة

### الممالك الغربيَّة

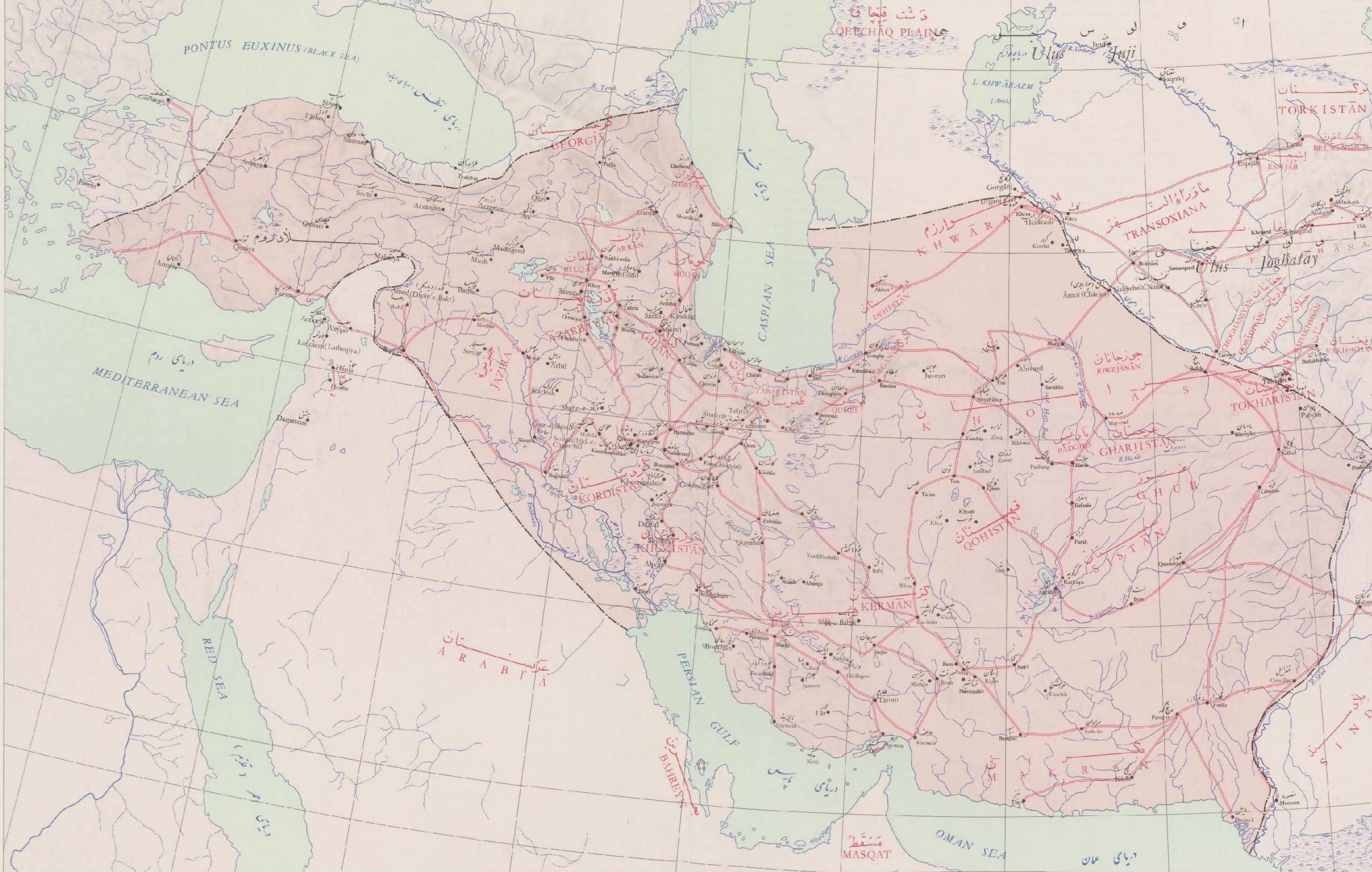
خريطةٌ للدولة الإلخانيَّة وهي من أكبر الدول المُتفرِّسة التي قامت في المشرق الإسلامي.

- الدولة السامانيَّة: أقامها أربعةُ إخوةٍ من ذُريَّة «سامان خُدا» ودام سُلطانها نحوَ قرنين من الزَّمن، توسَّعت من بلاد ما وراء النهر وخُراسان الكُبرى حتَّى ملكت آسيا الوسطى وأجزاءً من الديار الإيرانيَّة كانت عاصمتها سمرقند ثم بُخارى، وفي هذه البلاد عادت اللُغة والأدبيَّات الفارسيَّة لتزدهر مجددًا.[9]
- الدولة الصفاريَّة: أسَّسها الأمير «يعقوب الصفار» واستمرَّت زهاء مائة وخمسين سنة، خرجت الحملات الصفاريَّة من زرنج فملكت مُعظم الديار الإيرانيَّة وخُراسان الكُبرى وأقطارًا من بلاد الأفغان والطاجيك والأُزبك، وتُعدُّ من أوائل السُلالات الفارسيَّة الأصليَّة في العُصُور الإسلاميَّة. أعطى الأُمراء الصفاريون زخمًا لِلنهضة الفارسيَّة وفي عُهدتهم ظهر العديد من الشُعراء الفُرس اللَّامعين.[10][11]
- الدولة الغزنويَّة: أقامها السُلطان «سبكتكين» واستمرَّت لأكثر من قرنين من الزَّمن، حكمت في أقصى اتِّساعها من بلاد ما وراء النهر إلى وادي السند. كان سلاطينها من أصول تُركيَّة مملوكيَّة[12][13] إلا أنَّهُم أحبُّوا ورَعوا الثَّقافة الفارسيَّة حتى أضحى بلاطهم مقصد الكُتَّاب والشُّعراء الفُرس يُقدِمون عليهِم من كُل أنحاء المعمورة. هذا وفي عُهدتهم كُتبت الملحمة الفارسيَّة الشَّهيرة «الشاهنامه» على يد الفردوسي وكان لتلك الملحمة أعظم الأثر في إحياء اللغة الفارسيَّة وحفظها من الاندثار، كما يُعزى الفضل إلى الغزنويين في تصدير الثَّقافة الفارسيَّة إلى الهند.
- الدولة البويهيَّة: سُمِّيَت نسبةً إلى بني بُويه وهُم سُلالة من الديالمة الشيعة[14] هيمنوا على الخلافة العباسيَّة قُرابة مائة وعشرين سنة تقلَّدوا فيها «إمرة الأمراء» وقد شهد عهدهم ازدهارًا علميًا وثقافيًا عظيمًا واستقرارًا سياسيًا كبيرًا فوُضعت الكثير من المُؤلَّفات المُفيدة في مُختلف المجالات بِاللُّغات العربيَّة والفارسيَّة والسُّريانيَّة. وممَّا ميَّز هذا العصر أيضًا عن سابقه أنَّ الأُمراء البُويهيين تلقَّبوا بِألقابٍ ملكيَّة، لعلَّ أبرزها «ملك المُلُوك» (بالفارسيَّة: شاهنشاه)[15] لِتحسُّسهم بِقوميَّتهم الفارسيَّة فكان ذلكم الأمر إحياءً للتُراث الفارسي القديم.[16]
- الدولة السلجوقيَّة: تأسَّست الدولة على يد سُلالة السَّلاجقة، وهي سُلالة تركيَّة تنحدر من قبيلة قنق التي تنتمي بِدورها إلى مجموعة أتراك الأوغوز.[17][18] وعلى الرُّغم من كون هؤلاء أتراكًا إلا أنَّهُم حملوا الثَّقافة الإيرانيَّة وصبغوا دولتهم بالصَّبغة الفارسيَّة[19] وكان لهُم عظيمُ الأثر في تبلور الثَّقافة التُركُفارسيَّة كما أنَّهُم صدَّروا الثَّقافة الفارسيَّة إلى الأناضول.[20][21] وفي عُهدتهم استخدمت اللُغة الفارسيَّة في الكُتُب وخاصةً «مرايا الأمراء»، كما استخدم السَّلاطين السَّلاجقة لقب «ملك المُلُوك» مثل البويهيين، وفي هذا يتجلَّى التأثير الفارسي العميق.[22][23]
- الدولة الخوارزميَّة: أقامها «أنوشتكين غرجه» وحكمها السَّلاطين من ولده لأكثر من مائة وخمسين سنة[24] وكانت أُصُولُهُم تعود إلى التُّرك المماليك[25][26] فَكُتِبَت لهُم الدولة والسَّلطنة على آسيا الوسطى والديار الإيرانيَّة. حملت دولتُهم هويَّةً مُزدوجةً تُركُفارسيَّة فكانت التُّركيَّة هي اللُّغة الأُم لِلسَّلاطين والجُند وكانت الفارسيَّة لسان الديوان والوزراء، وبِصرف النَّظر عن أُصُول هؤلاء العرقيَّة تحتَّم عليهم أن يكونوا على دراية بِاللُّغة والثَّقافة الفارسيةَّ لكونها اللُّغة الرسميَّة للبلاد ولُغة الإدارة والتَّأريخ والشِّعر. وكانت الخوارزمشاهيَّة آخر دولةٍ تُركُفارسيَّة قبيل الغزو المغولي لِلعالم الإسلامي.[27]
- الدولة الإلخانيَّة: كانت في أول أمرها تابعة لِلخاقانيَّة المغوليَّة الكبرى واستقلَّت عقب الانقسام الذي طرأ على الخاقانيَّة، حكمها آل هولاكو وسُمُّوا بذلك تيمنًا بمؤسَّس هذه الدولة هولاكو خان فدام مُلكهم قُرابة قرنٍ من الزَّمن حكموا فيه كُلًّا من بلاد ما وراء النهر وآسيا الوسطى والقفقاز وفارس والعراق وأجزاءً من تُركيَّة. تأثَّر الإلخانات بالثَّقافة الفارسيَّة واعتنقوا الإسلام كما اعتبروا أنفُسهُم ورثةً لِمُلُوك الفُرس العظام واتَّخذوا من لسان الفُرس لُغةً رسميَّة لِلبلاد[28] وانبثقت بيروقراطيَّة إداريَّة من الفُرس ونُخبة علميَّة مؤثِّرة منهُم ممَّا عزَّز الملكيَّة الإيرانيَّة وإحياء ثقافةٍ إيرانيَّة نقيَّة خالصة.[29][30] وفي عُهدتهم ارتقت الفُنُون الفارسيَّة بِجميع أطيافها وازدهرت أدبياتُها ازدهارًا بالغ الأثر، أدَّى كُلُّ ذلك إلى تبلور مفهوم «الوطن الإيراني» الذي قُدِّر له القيام في القُرُون اللَّاحقة.[30][31][32]

## انظُر أيضًا
- الثقافة الفارسية
- اللغة الفارسية
- الأدب الفارسي
- الفنون الفارسية
- الثقافة التركفارسية
- الثقافة الهندوفارسية
- الثقافة التركمغولية
- الثقافة الهندوتركية